# Centrale d'Hsinta
La centrale d'Hsinta est une centrale thermique alimentée au charbon située à Taïwan.